# Paddy Bush
Pour les articles homonymes, voir Bush.
Paddy Bush, né le 9 juillet 1952 à Bexleyheath dans le comté de Kent (aujourd'hui dans le Grand Londres), est un musicien anglais, luthier, et artiste. Il est surtout connu pour son travail avec sa sœur, Kate Bush, et est apparu sur l'ensemble de ses albums studio jusqu'à The Red Shoes. Bush joue souvent des instruments classiques tels que la guitare, la mandoline, et l'harmonica, avec des instruments plus exotiques et inhabituels, telles que la balalaïka, le sitar, le koto, et le didgeridoo. Bush était un membre original de la bande de KT Bush, et fut l'un des seuls membres de la bande apparu sur tous les albums de Kate Bush. Dans les années 1980, il a collaboré avec le groupe Shelleyan Orphan. En 1993, Bush a collaboré avec Colin Lloyd-Tucker pour former le groupe Bushtucker.